# Domgermain
Domgermain är en kommun i departementet Meurthe-et-Moselle i regionen Grand Est (tidigare regionen Lorraine) i nordöstra Frankrike. Kommunen ligger i kantonen Toul-Sud som tillhör arrondissementet Toul. År 2022 hade Domgermain 1 134 invånare.

## Befolkningsutveckling
Antalet invånare i kommunen Domgermain
| Referens: INSEE |